# Fineschi (cognome)
Fineschi è un cognome di lingua italiana.

## Origine e diffusione
Deriva dalla cognomizzazione del nome medioevale Finochio.
I cognomi, modernamente intesi, sono nati fra la fine del medioevo ed il rinascimento, provenendo dalla cognomizzazione di nomi propri di persona (es: Riccardo = Riccardi; Luca = Lucheschi), di una località, (es: Ricasoli, Ventimiglia), di un mestiere (es: Calzolari, Fabbri, Dottori; anche un misto fra il nome proprio di persona ed il titolo legato al mestiere (come ser Francesco, ser Matteo, ser Gardo = Serfranceschi, Sermattei, Sergardi), di un soprannome (es: dal capitano di ventura Muzio Attendolo detto lo Sforza: gli Sforza), o da altra condizione personale (es: i bambini abbandonati nei conventi: Di Dio, Degli Innocenti); nel caso dei Fineschi, capostipite fu ser Lore di Finochio da Radda, notaio che rogava nella prima metà del secolo XIV, che in alcuni atti viene riportato come ser Lore Finochi da Radda. Tempo due generazioni, si vedrà la nascita del cognome come lo conosciamo oggi e troviamo il nipote in atti riportato come, ser Giovanni di maestro Matteo di Ser Lore de Fineschi da Radda (dal nome medievale Finochio: Finochi-Fineschi).
Il cognome è diffuso prevalentemente in Toscana.

## Persone
- Onelia Fineschi (1921-2004) – attrice e cantante d'opera (soprano) italiana
- Gianfranco Fineschi (1923-2010) – medico ortopedico italiano
- Luciano Fineschi (1925-2006) – musicista, compositore, arrangiatore e direttore d'orchestra italiano